# Cnemaspis rajabasa
Cnemaspis rajabasa es una especie de gecos de la familia Gekkonidae.

## Distribución geográfica yhábitat
Es endémica del sur de Sumatra. Su rango altitudinal oscila entre 425 y 430 m s. n. m..